# Xystrocera similis
Xystrocera similis là một loài bọ cánh cứng trong họ Cerambycidae.